# Asdrubale Maior
Asdrubale Maior (270 a.C. – 221 a.C.) è stato un generale e politico cartaginese, governatore dei possedimenti iberici di Cartagine.

## Biografia
Citato da varie fonti storiche come Asdrubale il Vecchio o Asdrubale il Bello, si legò strettamente alla famiglia di Amilcare Barca sposandone la figlia secondogenita (di cui non è noto il nome). Il suocero, dopo la sconfitta delle truppe mercenarie che si erano ribellate a Cartagine (Rivolta dei mercenari, 238 a.C.), era a capo della fazione che voleva risollevare e trasformare la città, prendendo come modelli quelli che provenivano dalle monarchie ellenistiche.
Secondo una tradizione infamante nei confronti dei Barcidi, i componenti della famiglia accettarono i nuovi modelli fino ai particolari più disdicevoli. Gli autori antichi, traendo questa voce probabilmente dagli stessi compatrioti di Amilcare, narrano di un legame omosessuale tra Amilcare stesso e Asdrubale "il Vecchio", detto appunto anche, con malizia, Asdrubale "il Bello".
Fallito il tentativo di Amilcare di conquistare il potere a Cartagine, seguì il suocero a Cadice (237 a.C.) e collaborò con lui alle espansioni nella Penisola iberica.
Alla morte del suocero (228 a.C.) fu acclamato dall'esercito nuovo comandante delle truppe delle Penisola iberica. Asdrubale affidò al cognato, il giovanissimo Annibale, il comando di tutte le forze di cavalleria. Asdrubale aveva un carattere completamente diverso dal suo predecessore, portato più al negoziato che alla guerra, quindi più a consolidare il potere che ad estenderlo. Sotto il suo governo prosperò l'agricoltura, si sviluppò lo sfruttamento delle miniere, si perfezionò la raccolta dei tributi di tutte le popolazioni iberiche assoggettate. Nuove popolazioni entrarono nell'orbita cartaginese, soprattutto tramite accordi matrimoniali. Egli stesso sposò una principessa iberica e spinse il giovane Annibale a sposare Imilce, un'altra principessa iberica. Il Cartaginese aspirava a un potere di tipo monarchico, di matrice ellenistica: ciò è chiaramente documentato in alcune monete che lo ritraggono con simboli regi. Le sue imprese erano ispirate ad Eracle-Melqart, dunque erano di origine divina. Compì in effetti, con la fondazione di Qart-Hadašt, l'atto divino per eccellenza, ossia la costruzione di una nuova città. A conferma della concezione che egli aveva del proprio potere, fece erigere nella nuova città un edificio magnifico, una sorta di palazzo reale, nel quale egli si stabilì e visse seguendo il protocollo ellenistico: fatto inaudito per le convenzioni puniche.
Spostò, inoltre, la capitale da Alicante più a sud e fondò una nuova città, costruita al riparo di una lunga insenatura naturale. Inoltre, creò un organo consultivo, costituito dall'assemblea dei capi iberici. La città prese il nome di Nuova Cartagine (l'odierna Cartagena, in lingua punica "Qart-Hadašt"). In politica estera concluse nel 226 a.C. con i Romani il trattato dell'Ebro. Con esso le due potenze definivano le rispettive aree di influenza nella penisola iberica.
Le guardie puniche avevano catturato un principe celtibero ribelle e lo avevano condotto a Qart-Hadasht, dove era stato pubblicamente crocifisso. Successivamente un servo fedele al principe appena condannato era riuscito ad avvicinarsi ad Asdrubale ed a pugnalarlo a morte (221 a.C.), mentre l'esercito cartaginese scelse all'unanimità il cognato, Annibale, che aveva solo 26 anni, come suo comandante.